# Вустров (Нижня Саксонія)
Вустров (нім. Wustrow) — місто в Німеччині, розташоване в землі Нижня Саксонія. Входить до складу району Люхов-Данненберг. Складова частина об'єднання громад Люхов.
Площа — 29,90 км2. Населення становить 2772 ос. (станом на 31 грудня 2021).